# Cómo duele
«Cómo duele» es una canción escrita, producida en interpretada por el cantautor guatemalteco Ricardo Arjona, publicada como el sencillo principal de su 11°. álbum de estudio 5to piso (2008). La canción es conocida por ser la más temática de Ricardo Arjona durante toda su carrera, así como por su estilizado video musical. Esta canción es utilizada como tema principal de la exitosa telenovela Doña Barbara, solamente en Argentina.
La canción es la tercera más exitosa de toda la carrera de Ricardo Arjona, después de "El problema" y "Quién". "Cómo duele" fue igualmente exitosa con respecto a velocidad con sus sucesoras, siendo esta una ya caracterizada atribución de Arjona.

## Formato y lista de canciones
Sencillo digital
1. «Cómo Duele» — 3:30

## Video musical
El video tiene el aspecto de película antigua para hacerlo más nostálgico y temático
Comienza con unas personas destruyendo un cuarto de un edificio (Una curiosidad es que es el cuarto que se usó para la portada del álbum, es decir, es su 5.º piso) mientras que Arjona canta en algunos de los rincones del cuarto mientras le destruyen su 5.º piso y al final de video aparece Arjona con la habitación totalmente destruida.

## Listas musicales de canciones
| Listas (2008-2009)               | Mejor posición |
| -------------------------------- | -------------- |
| U.S. Billboard Latin Pop Airplay | 1              |
| U.S. Billboard Hot Latin Songs   | 2              |

## Telenovelas
- Doña Bárbara (Telefe)